# Marek Dopierała
Marek Dopierała (n. 30 iulie 1960, Bielsko-Biała, Polonia) este un canoist ce a reprezentat Polonia, medaliat olimpic. A participat la 2 ediții ale Jocurilor Olimpice (1980, 1988) în care a câștigat o medalie de argint și o medalie de bronz.